# Thomasia wouteri
Thomasia wouteri is een soort van uitgestorven zoogdieren uit de orde Haramiyida. T. wouterii is bekend van het Rhaetien (Boven-Trias) van Habay-la-Vielle en Attert in België.